# Lucius Iulius Caesar (Konsul 90 v. Chr.)
Lucius Iulius Caesar (* um 135 v. Chr.; † 87 v. Chr.) war ein Politiker der späten römischen Republik und ein Verwandter des späteren Diktators Gaius Iulius Caesar. Er kämpfte im Bundesgenossenkrieg (während dem er 90 v. Chr. auch als Konsul amtierte) und versuchte, Roms Verbündete durch die Verleihung des römischen Bürgerrechts zurückzugewinnen. Nach dem Ende des Krieges leitete er als Zensor die Einteilung der Neubürger in Wahlbezirke. Er starb wie sein Bruder Gaius bei der Eroberung Roms durch die Truppen des Marius. Seine Tochter Iulia war die Mutter des Marcus Antonius, sein gleichnamiger Sohn war 64 v. Chr. Konsul.

## Leben
Caesar wurde um 135 v. Chr. als Sohn eines römischen Patriziers gleichen Namens und einer Popilia geboren. Sein jüngerer Bruder Gaius Iulius Caesar Strabo Vopiscus war ebenfalls Politiker und trat zudem als Tragödiendichter und als geschickter Redner hervor. Die Familie der Iulii Caesares, die ihre Herkunft auf Iulus, den Sohn des Aeneas, und damit auf die Göttin Venus zurückführte, war während der unruhigen Zeiten nach den Reformversuchen der Gracchen und dem Aufstieg des Marius zu politischer Bedeutung gelangt. Auch Lucius Iulius Caesar schlug eine politische Karriere ein, die ihn bis zum Konsulat und zur Zensur führen sollte.
Der Beginn seiner Karriere liegt im Dunkeln, bekannt ist nur, dass er in den Sturz des Tribuns Lucius Appuleius Saturninus im Jahr 100 v. Chr. verwickelt war und sich zunächst vergeblich um die Quästur bewarb. Er könnte auch Münzmeister gewesen sein. Dennoch war er höchstwahrscheinlich Quaestor und auch Ädil, da er 95 v. Chr. (eventuell erst 94 v. Chr.) Prätor war und damit ein Amt innehatte, das im cursus honorum, der traditionellen römischen Ämterlaufbahn, auf Quästur und Ädilität folgt. Als Prätor war Lucius Iulius Caesar Statthalter der Provinz Macedonia im Rang eines Prokonsuls und schließlich 90 v. Chr. als Nachfolger seines Neffen ordentlicher Konsul. Sein Bruder Gaius war in diesem Jahr Ädil.
Es waren schwierige Zeiten für Rom. Seine Verbündeten erhoben sich gegen die römische Vorherrschaft und mussten in einem vierjährigen Bundesgenossenkrieg niedergerungen werden. Lucius bekämpfte erfolgreich die aufständischen Samniten und konnte die verbündeten Städte, die sich noch nicht gegen Rom erhoben hatten, mit der Verleihung des römischen Bürgerrechts zum Stillhalten bewegen. Dieses Angebot wurde im darauffolgenden Jahr sogar auf kompromissbereite Gegner ausgeweitet. Der Bundesgenossenkrieg konnte schließlich siegreich beendet werden, wenn auch um den Preis erheblicher Zugeständnisse. Lucius Iulius Caesar wurde nun gemeinsam mit Publius Licinius Crassus, dem Vater des Triumvirn, mit der Aufgabe betraut, als Zensor die vielen Neubürger ihren Wahlbezirken zuzuteilen.
Im Osten hatte König Mithridates von Pontus derweil die Kontrolle über weite Teile Kleinasiens an sich gerissen. Die Römer beauftragten erst den Feldherrn Sulla, dann dessen Rivalen Marius mit seiner Bekämpfung (siehe Mithridatische Kriege). Der um sein Kommando gebrachte Sulla marschierte nach Rom und vertrieb die Anhänger des Marius, der ins Exil gehen musste. Caesars Bruder Gaius bewarb sich, offenbar unterstützt vom neuen starken Mann Sulla, um das Konsulat, ohne vorher Prätor gewesen zu sein. Dieses regelwidrige Ansinnen sorgte für viel böses Blut in der römischen Oberschicht. Kaum hatte Sulla Rom verlassen, eroberte Marius 87 v. Chr. mit Hilfe des ebenfalls verbannten Lucius Cornelius Cinna die Stadt. Dabei kam es zu blutigen Straßenkämpfen, denen Lucius und sein Bruder Gaius zum Opfer fielen. Iulia, die Tochter Lucius Iulius Caesars, ehelichte den Plebejer Marcus Antonius Creticus und hatte mit ihm drei Söhne, darunter den späteren Triumvirn Marcus Antonius.